# Catena sottomarina di Sant'Elena
La catena sottomarina di Sant'Elena, chiamata anche montagne sottomarine di Sant'Elena, è una catena di montagne sottomarine situata nella parte meridionale dell'Oceano Atlantico.
La catena si è formata in seguito al passaggio della placca africana al di sopra del punto caldo di Sant'Elena.